# Thomas McIlwraith (homme politique australien)
Pour les articles homonymes, voir Thomas McIlwraith.
Thomas McIlwraith (17 mai 1835 - 17 juillet 1900) a été pendant de nombreuses années, la figure dominante de la politique coloniale dans le Queensland en Australie. Il a été le huitième premier ministre du Queensland de 1877 à 1883, de nouveau en 1888 et une troisième fois en 1893. Comme la plupart des hommes politiques de son époque, McIlwraith était un homme d'affaires influent, qui a combiné sa carrière parlementaire avec une participation prospère dans l'élevage du bétail. 

## Biographie
Thomas McIlwraith est né à Ayr, en Écosse en 1835. Il étudie le génie civil à l'Université de Glasgow. En 1854, il émigre au Victoria, où il travaille comme ingénieur civil pour le ministère des chemins de fer. Il investit dans l'élevage près de Maranoa au Queensland où il s'installe en 1862. Il devient rapidement une figure influente du pays et est élu député de Maranoa en 1868. 
McIlwraith rejoint le gouvernement d'Arthur Macalister en janvier 1874 et devient ministre des travaux publics et des Mines. Il démissionne de ces postes en octobre de la même année. 
Le gouvernement de John Douglas tombe en 1879 après une série de graves sécheresses et McIlwraith devient premier ministre pour la première fois. Il travaille rapidement pour améliorer les finances de la colonie et avec l'aide d'un retour de la prospérité agricole, il transforme le déficit budgétaire en excédent. À cette époque, le Queensland voit arriver un nombre croissant d'immigrants et McIlwraith supervise le développement économique de la colonie. Le gouvernement McIlwraith partage le Queensland en comtés, créant ainsi des gouvernements locaux et met en place un service postal à travers les îles du détroit de Torres. En 1882, il est anobli. 
Les colonies australiennes étaient extrêmement inquiètes des activités de l'Allemagne dans la région et, lorsqu'il devient évident que le gouvernement allemand envisage d'annexer l'est de la Nouvelle-Guinée, McIlwraith prend, le 4 avril 1883, la décision de l'annexer au Queensland. Cette décision est refusée par le ministre britannique des Colonies, Lord Derby, expliquant que le gouvernement d'une colonie n'a pas le pouvoir d'annexer d'autres colonies. Le 3 novembre 1884 le gouvernement allemand annexe l'est de la Nouvelle-Guinée, ce qui incite le gouvernement britannique à annexer le reste du pays trois jours plus tard. L'événement encourage les australiens à aller vers un État fédéral. 
En 1883, une proposition gouvernementale visant à recueillir des fonds pour la construction d'une ligne de chemin de fer transcontinentale par la vente de terres est attaquée en raison d'une corruption dans l'attribution des terres. McIlwraith doit céder son poste à son rival, Samuel Griffith, en novembre et se retire de la politique en 1886. 
Il redevient député en 1888, cette fois comme député de Brisbane Nord. Son parti ayant remporté la majorité aux élections, il redevient premier ministre et ministre des finances. Il entre en conflit avec le gouverneur de la colonie, sir Anthony Musgrave sur l'exercice de la grâce royale. Musgrave meurt en octobre et McIlwraith demande au nouveau ministre des Colonies, Knutsford Seigneur, de permettre au gouvernement du Queensland d'être consulté sur le choix du futur gouverneur. Knutsford refuse et nomme Sir Harry Blake. En novembre de la même année, la maladie oblige McIlwraith à démissionner en faveur de Boyd Morehead. Il se rend en Chine et au Japon. 
À son retour, McIlwraith distend ses relations avec ses anciens collègues et en août 1890, il s'allie (ce que l'on appela plus tard du nom de "gouvernement continu") avec ses anciens ennemis et devient ministre des finances dans le gouvernement de Sir Samuel Griffith. En mars 1893 Griffith démissionne pour rejoindre la Cour suprême du Queensland et McIlwraith redevient premier ministre. Son état de santé est encore mauvais et en octobre, il démissionne en faveur de Hugh Nelson, se contentant de devenir ministre délégué au budget. La panique de 1893 entraine une dépression qui frappe durement les colonies australiennes et McIlwraith perd une quantité considérable de ses propres deniers. Il démissionne de son siège au Parlement en 1895 et passe le reste de sa vie à tenter de récupérer ses pertes. 
Il est mort à Londres le 17 juillet 1900.